# Buprestis consularis
Buprestis consularis är en skalbaggsart som beskrevs av Hippolyte Louis Gory 1840. Buprestis consularis ingår i släktet Buprestis och familjen praktbaggar. Inga underarter finns listade i Catalogue of Life.